# ماری تورونن
ماری تورونِن (Mari Turunen)  (زادهٔ ۱۹۷۰ در جونسو)  بازیگرِ زنِ فنلاندی است. وی با بازی در مجموعه کمدی‌های Kummeli که از ۱۹۹۴ تا ۲۰۰۰ پخش می‌شد و فیلم‌های Kummeli: Kultakuume از ۱۹۹۷ و Kummelin Jackpot از ۲۰۰۶ به شهرت رسید.